# 格特魯德·B·埃利恩
格特魯德·B·埃利恩（英語：Gertrude Belle Elion，1918年1月23日—1999年2月21日），是美國女性生化學家和藥理學家。1988年，她与喬治·H·希欽斯和詹姆士·W·布拉克共同獲頒諾貝爾生理學或醫學獎，以表彰他们在药物研发中采用创新的理性药物设计方法。这种新方法侧重于理解药物的作用靶点，而不仅仅依赖于试错法。埃利恩开发了许多新的药物，这种新型研究方法的使用促使了后来治疗艾滋病的药物齐多夫定的发展。

## 主要成就

### 发明
- 巯嘌呤（6-mercaptopurine）首次治疗白血病器官移植中使用。[4]
- 硫唑嘌呤（Azathioprine）免疫抑制剂，用于器官移植。
- 别嘌醇（Allopurinol）用于痛风。
- 乙胺嘧啶（Pyrimethamine）用于疟疾。
- 甲氧苄啶（Trimethoprim）用于脑膜炎，敗血症和病原菌引起的泌尿系統和呼吸道感染。
- 阿昔洛韦（Aciclovir），用于病毒性单纯疱疹。
- 奈拉滨（Nelarabine）用于治疗癌症。

### 奖项
1988年埃利恩与喬治·H·希欽斯和詹姆士·W·布拉克共享諾貝爾生理學或醫學獎，其他奖项包括1991年获得的美国国家科学奖章和1997年获得的Lemelson-MIT终身成就奖。1991年，她成为了第一位入选美国国家发明家名人堂的女性。

## 经历
1970年后的一个时期埃利恩曾在杜克大学担任研究教授。她还曾任职于美国国家癌症研究所、美国癌症研究中心和世界卫生组织。1967年到1983年，她是葛蘭素史克实验疗法部的主管。她终身未婚。1999年埃利恩在北卡罗来纳州去世，享寿81岁。

## 外部連結
- 诺贝尔官方网站上关于格特魯德·B·埃利恩的介绍
- 由Mary Ellen Avery写的自传回忆录 （页面存档备份，存于）
- Women of Valor exhibit on Gertrude Elion at the Jewish Women's Archive
- 纽约时报讣告
- 格特魯德·B·埃利恩传记 （页面存档备份，存于），犹太女性百科全书